# Tesla Model X

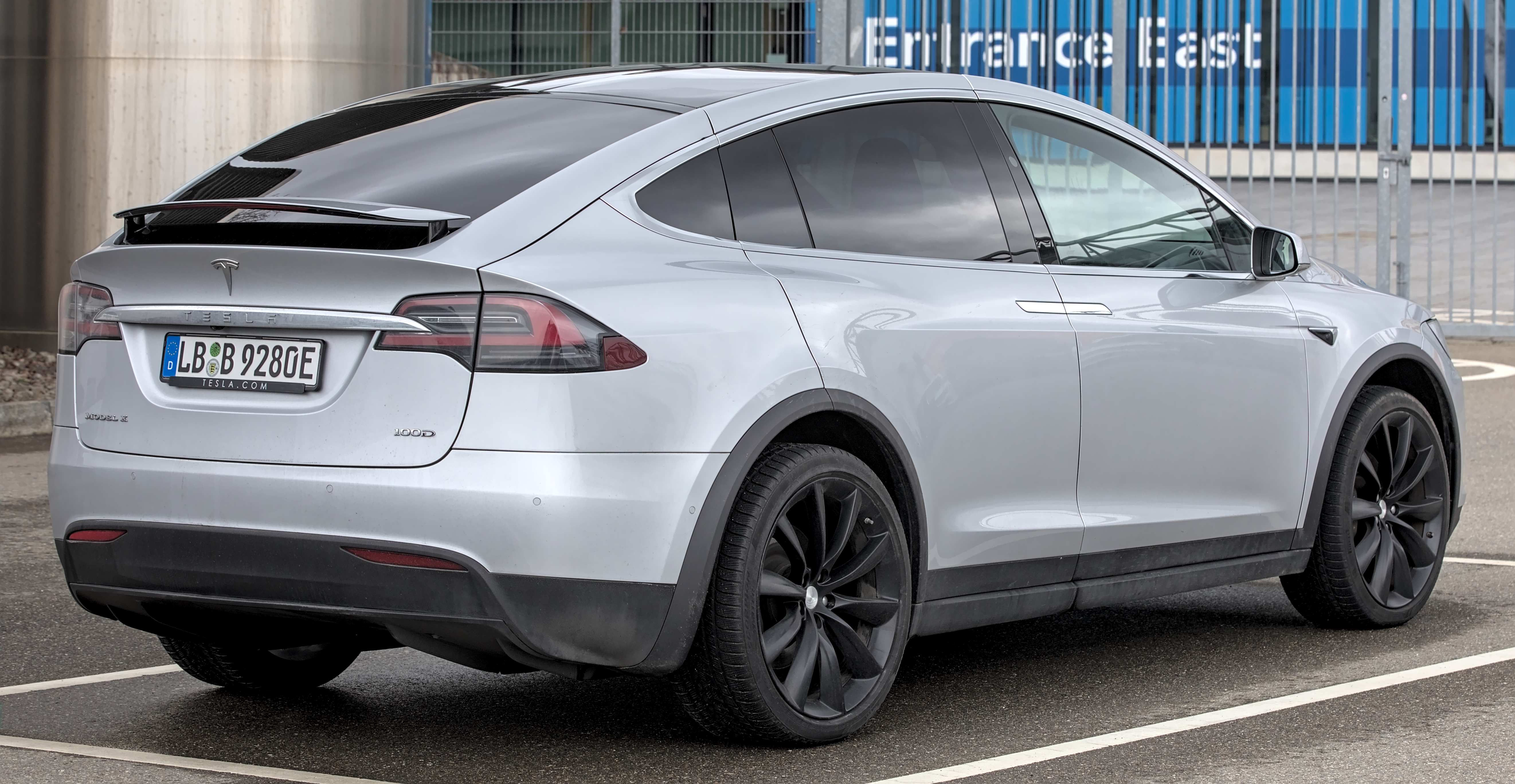
Heckansicht

Das Tesla Model X von Tesla, Inc. ist ein allradgetriebener SUV mit elektrischem Antrieb. Es wurde am 9. Februar 2012 in Los Angeles als Design-Prototyp vorgestellt und wird seit dem 29. September 2015 an Kunden ausgeliefert. Seit dem Sommer 2025 wird das Modell aufgrund niedriger Verkaufszahlen nicht mehr in Deutschland angeboten.

## Karosserie und Ausstattung

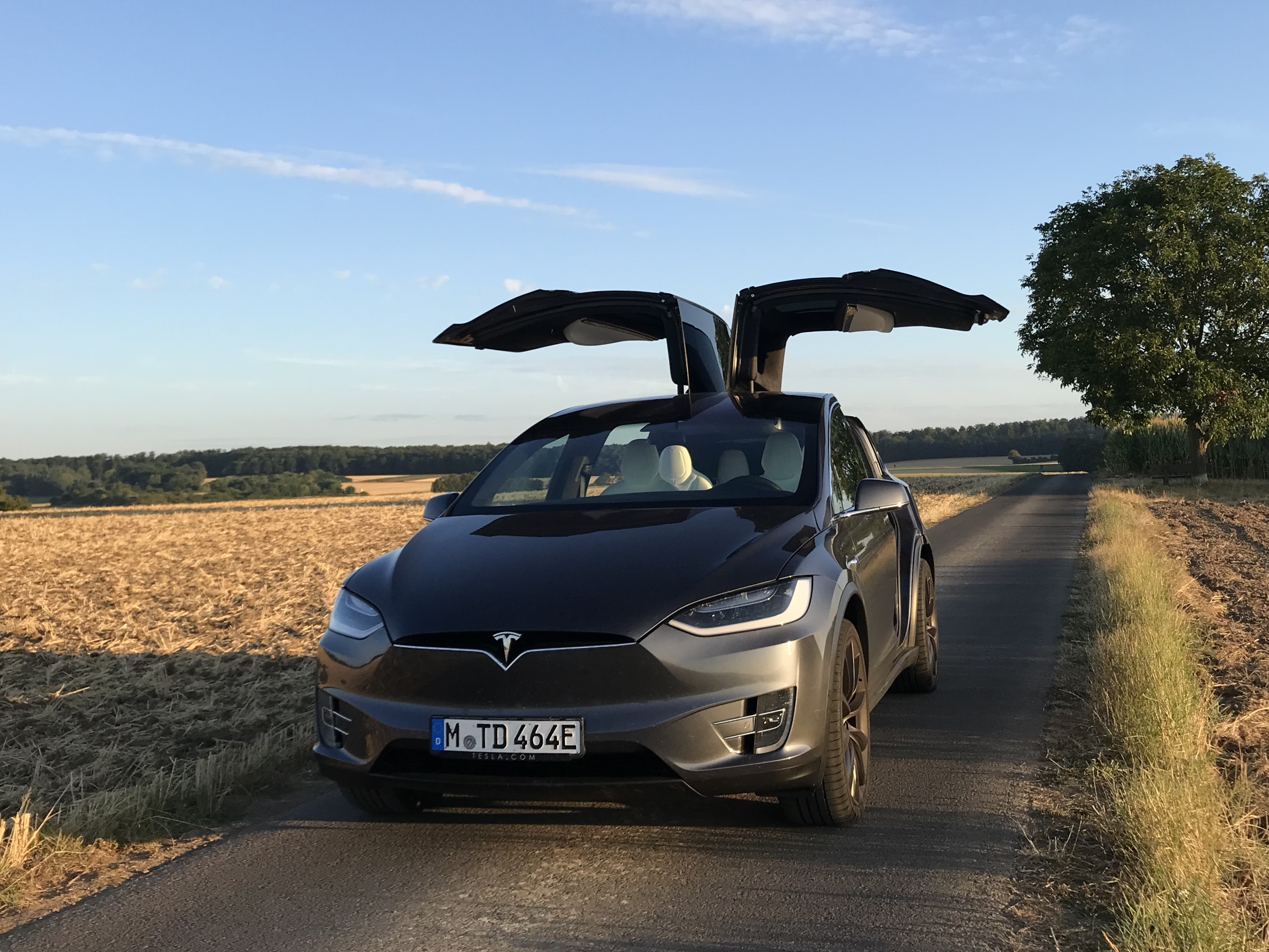
Tesla Model X P100DL mit geöffneten hinteren Türen

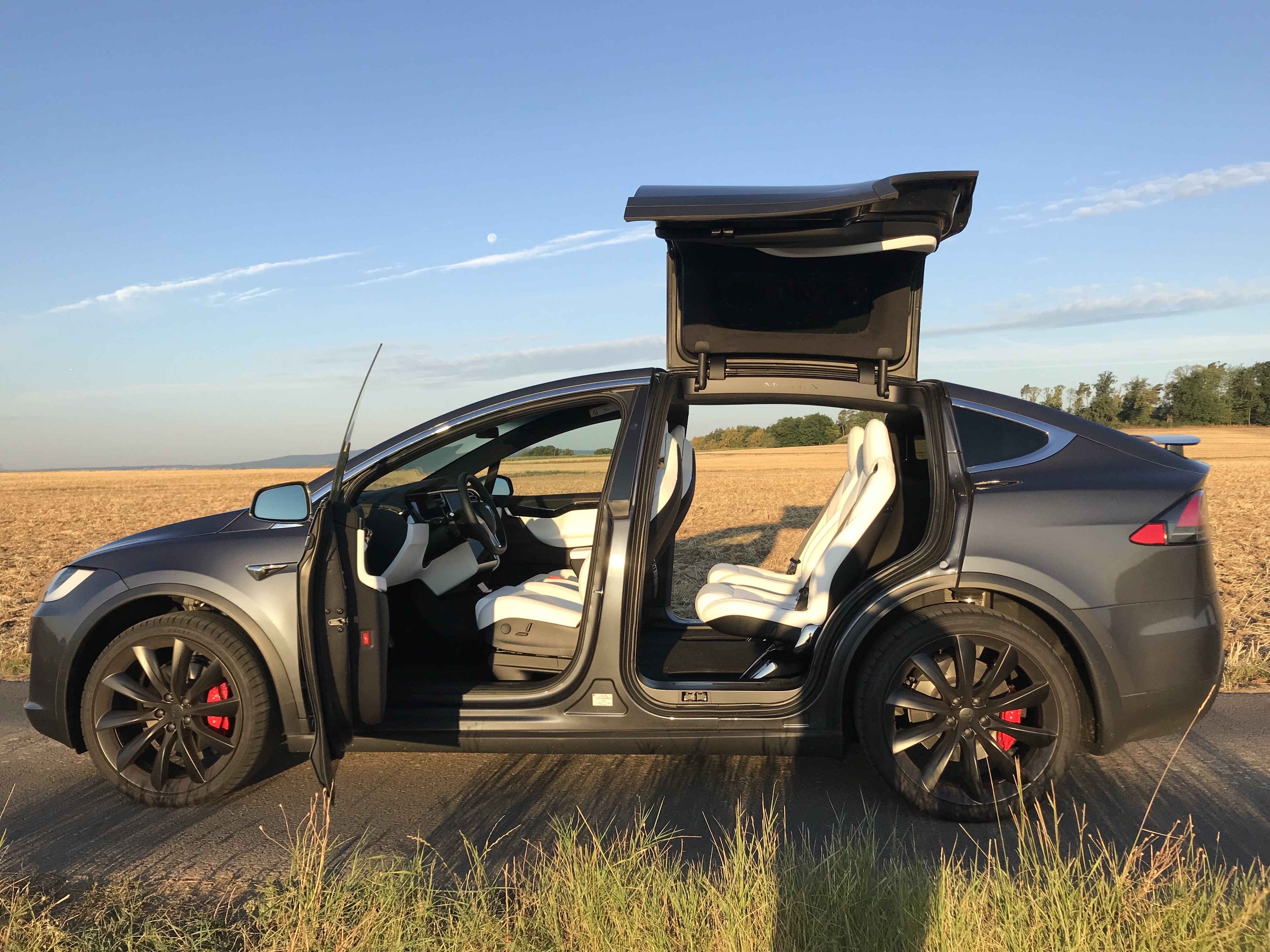
Tesla Model X P100DL mit geöffneten Türen

Das Model X bietet Platz für bis zu sieben Personen. Die zweite und dritte Sitzreihe sind durch Flügeltüren zu erreichen. Diese sogenannten falcon wings sind zweigliedrig. Sie haben oberhalb des Fensters ein zum Hauptgelenk paralleles zweites Gelenk, wodurch weniger seitlicher Platz beim Öffnen erforderlich ist. Im geöffneten Zustand stehen die oberen, das Dach öffnenden Türteile senkrecht und die unteren, die Autoseiten öffnenden Teile waagerecht. Das erlaubt aufrechtes Stehen neben dem Auto unter den geöffneten Flügeltüren, wobei deren untere Teile nicht in die Höhe ragen. Das Model X ist zudem das erste Serienfahrzeug mit elektrisch angetriebenen vorderen Seitentüren, diese sind mechanisch konventionell ausgeführt. Das Model X hat – ebenso wie alle Tesla-Modelle – zwei Stauräume: den Kofferraum im Heck sowie einen Frunk (front trunk = vorderer Kofferraum). Der hintere Kofferraum verfügt im Konzeptfahrzeug über einen Stauraum von 745 Litern. Das Umklappen der Sitze vergrößert das Kofferraumvolumen auf über 1645 Liter. Der Stauraum unter der Motorhaube bietet ein Ladevolumen von 150 Litern. Wie bereits aus dem Model S bekannt, hat auch das Model X einen 17″-Touchscreen.
Das Model X ist das erste Tesla-Modell, das auf Wunsch in einer veganen Variante erhältlich ist.
Eine Anhängerkupplung für bis zu 2250 kg Anhängelast ist in der Basisausstattung enthalten. Dadurch können auch Heckträger für Fahrräder oder Ski angebracht werden, zumal aufgrund der Flügeltüren keine Dachträger montierbar sind.
Laut National Highway Traffic Safety Administration ist es das sicherste SUV, das jemals von der Behörde getestet wurde.

## Autopilot
Tesla-Fahrzeuge ab Oktober 2014 besitzen Hardware für diverse Fahrerassistenzsysteme, die als „Autopilot“ bezeichnet werden. Dazu gehört im Fahrbetrieb ein Spurhalteassistent (Auto-Steer) für Schnellstraßen, ein Abstandsregeltempomat (ACC), ein Spurwechselassistent sowie ein Notbremsassistent (AEB = Active Emergency Braking). Dazu gibt es einen Park-Assistenten (Auto-Summon), der auch ohne Personen an Bord funktionieren kann, wo dies erlaubt ist.

### Unfall bei aktiviertem Autopilot
Im März 2018 starb ein Apple-Ingenieur, nachdem sein Model X beim teilautomatisierten Fahren eine Betonwand gerammt hatte, während der Fahrer Videospiele auf einem Smartphone gespielt hatte. Der Untersuchungsbericht des Vorfalls durch das NTSB wurde im Februar 2020 vorgelegt. Die Behörde betonte, dass mehr getan werden müsse, um die Fahrer solcher Fahrzeuge über die Beschränkungen der Technologie aufzuklären.

## Batterie und Leistung
Tesla bietet das Model X in zwei Varianten mit mehreren Batteriekapazitäten an. In allen Varianten treiben zwei Elektromotoren je eine der beiden Achsen an. Die im August 2016 vorgestellte Version P100D erreicht mit optionalem „Ludicrous“-Modus eine Beschleunigung von 0 auf 100 km/h in 2,9 Sekunden und gilt damit – neben dem Tesla Model S – als eines der beschleunigungsstärksten Serienfahrzeuge der Welt.
Von Mitte Januar bis Ende April 2019 wurden nur Bestellungen für die Modellvariante mit 100 kWh-Akkukapazität angenommen, die günstigeren Basismodelle mit kleinerem Akku wurden zeitweise nicht hergestellt. Die Modellpflege im April 2019 umfasste Verbesserungen bezüglich Verbrauch durch Änderungen an den Motoren, Kühlungssystem, Schmierung, Lager und Getriebekonstruktion, sowie Schnellladen mit bis zu 200 kW. Mit den Verbesserungen waren die günstigen Varianten wieder erhältlich.
Tesla garantiert für das Model X acht Jahre mit unbegrenzter Laufleistung für die Funktionsfähigkeit des Akkus, jedoch nicht für Kapazität und Leistung, die sich mit der Zeit durch den Gebrauch verringern. Zur Haltbarkeit von Antriebsbatterien siehe auch Lebensdauer und Zyklenfestigkeit von Antriebsbatterien.

## Technische Daten
Das Model X hat Einzelradaufhängung und ab dem 90D serienmäßig eine Luftfederung. Die Abstimmung wurde über die Jahre verbessert.
| Tesla Model X technische Daten         | Tesla Model X technische Daten                                 | Tesla Model X technische Daten                                 | Tesla Model X technische Daten                                 | Tesla Model X technische Daten                                 | Tesla Model X technische Daten                                 | Tesla Model X technische Daten                                 | Tesla Model X technische Daten | Tesla Model X technische Daten |
| Modellbezeichnung (bis Feb. 2019)      | 60D                                                            | 75D                                                            | 90D                                                            | P90D                                                           | 100D                                                           | P100D                                                          |                                |                                |
| Modellbezeichnung (ab Feb. 2019)       |                                                                | Standard Range                                                 |                                                                |                                                                | Maximale Reichweite                                            | Performance                                                    |                                |                                |
| Modellbezeichnung (ab Juni 2021)       |                                                                |                                                                |                                                                |                                                                |                                                                |                                                                | Maximale Reichweite            | Plaid                          |
| -------------------------------------- | -------------------------------------------------------------- | -------------------------------------------------------------- | -------------------------------------------------------------- | -------------------------------------------------------------- | -------------------------------------------------------------- | -------------------------------------------------------------- | ------------------------------ | ------------------------------ |
| Batteriekapazität                      | 75 kWh per Software auf 60 kWh begrenzt                        | 75 kWh                                                         | 90 kWh                                                         | 90 kWh                                                         | 100 kWh                                                        | 100 kWh                                                        | 100 kWh                        | 100 kWh                        |
| Motorart                               | 2 Drehstrom-Asynchronmotoren                                   | 2 Drehstrom-Asynchronmotoren                                   | 2 Drehstrom-Asynchronmotoren                                   | 2 Drehstrom-Asynchronmotoren                                   | 2 Drehstrom-Asynchronmotoren                                   | 2 Drehstrom-Asynchronmotoren                                   | 2 Drehstrom-Asynchronmotoren   | Tri - Motor - Allradantrieb    |
| Antriebsart                            | Allradantrieb                                                  | Allradantrieb                                                  | Allradantrieb                                                  | Allradantrieb                                                  | Allradantrieb                                                  | Allradantrieb                                                  | Allradantrieb                  | Allradantrieb                  |
| Reichweite (nach EPA)                  | 322 km                                                         | 383 km                                                         | 414 km                                                         | 402 km                                                         | 475 km                                                         | 465 km                                                         | 560 km                         | 536 km                         |
| Reichweite (nach WLTP)                 |                                                                | 375 km                                                         |                                                                |                                                                | 507 km                                                         | 487 km                                                         | 580 km                         | 547 km                         |
| Reichweite (nach NEFZ)                 | 355 km geschätzt                                               | 417 km                                                         | 489 km                                                         | 467 km                                                         | 565 km                                                         | 542 km                                                         |                                |                                |
| Max. Leistung                          | 245 kW (333 PS)                                                | 245 kW (333 PS)                                                | 386 kW (525 PS)                                                | 568 kW (773 PS)                                                | 310 kW (422 PS)                                                | 449 kW (611 PS)                                                | 493 kW (670 PS)                | 750 kW (1020 PS)               |
| 0–100 km/h                             | 5,2 s                                                          | 5,2 s                                                          | 5,0 s                                                          | 4,0 s (Standard), 3,4 s (mit „Ludicrous“-Upgrade)              | 4,6 s                                                          | 2,8 s                                                          | 3,9 s                          | 2,6 s                          |
| Höchstgeschwindigkeit                  | 210 km/h                                                       | 210 km/h                                                       | 250 km/h                                                       | 250 km/h                                                       | 250 km/h                                                       | 261 km/h                                                       | 250 km/h                       | 262 km/h                       |
| Leergewicht (ohne Fahrer, ohne Gepäck) | 2352 kg                                                        | 2352 kg                                                        | 2389 kg                                                        | 2439 kg                                                        | 2502 kg                                                        | 2552 kg                                                        | 2352 kg                        | 2455 kg                        |
| max. Anhängelast                       | 2250 kg bzw. 1580 kg (mit 20- bzw. 22-Zoll-Felgen am Fahrzeug) | 2250 kg bzw. 1580 kg (mit 20- bzw. 22-Zoll-Felgen am Fahrzeug) | 2250 kg bzw. 1580 kg (mit 20- bzw. 22-Zoll-Felgen am Fahrzeug) | 2250 kg bzw. 1580 kg (mit 20- bzw. 22-Zoll-Felgen am Fahrzeug) | 2250 kg bzw. 1580 kg (mit 20- bzw. 22-Zoll-Felgen am Fahrzeug) | 2250 kg bzw. 1580 kg (mit 20- bzw. 22-Zoll-Felgen am Fahrzeug) | 2268 kg                        | 2268 kg                        |

### Verbrauchsangaben und Energieeffizienz (Schweiz-bezogen)
Diese Angaben informieren über den Energieverbrauch und den CO2-Ausstoß. Emissionen werden hierbei in Gramm pro gefahrenen Kilometer angegeben.
| Modell                      | Leergewicht in kg | Energieverbrauch in kWh/100 km | Äquiv. Verbrauch in l/100 km | CO2 in g/km 1, 2 | Energieeffizienz -Kategorie |
| --------------------------- | ----------------- | ------------------------------ | ---------------------------- | ---------------- | --------------------------- |
| Model S 75                  | 2188              | 18,5                           | 2,0                          | 26               | A                           |
| Model X 75D                 | 2523              | 20,8                           | 2,3                          | 29               | A                           |
| Model S P100D               | 2402              | 20,0                           | 2,2                          | 28               | A                           |
| Model X P100D               | 2668              | 22,6                           | 2,5                          | 31               | A                           |
| Model S Maximale Reichweite | 2376              | 19                             | 2,1                          | 26               | A                           |
| Model S Performance         | 2402              | 19,3                           | 2,1                          | 27               | A                           |
| Model X Performance         | 2668              | 23,6                           | 2,6                          | 33               | A                           |

## Produktion
Tesla fertigt das Model X im kalifornischen Fremont. Das erste Fahrzeug wurde dort am 29. September 2015 ausgeliefert. Im Jahr 2016 veranlasste die US-Behörde NHTSA nach einem Produktionsmangel einen Rückruf.
Verkaufszahlen Model X, bis Dezember 2019
| Jahr | Einheiten |
| ---- | --------- |
| 2015 | 212       |
| 2016 | 25.312    |
| 2017 | 46.535    |
| 2018 | 49.349    |
| 2019 | 39.497    |

## Verkaufszahlen

### Zulassungszahlen in Deutschland
Im Juni 2016 erfolgten die ersten Auslieferungen in Deutschland. Im ersten Verkaufsjahr 2016 wurden in Deutschland 430 Tesla Model X neu zugelassen. Das beste Verkaufsergebnis bislang wurde im Jahr 2017 mit 1.090 Einheiten erzielt.
|  |

|  |

|  |

|  |

|  |

|  |

|  |

|  |

|  |

|  |

|  |

|  |

|  |

|  |

|  |

|  |

|  |

|  |

|  |

|  |

|  |

|  |

|  |

|  |

|  |

|  |

|  |

|  |

|  |

|  |

|  |

|  |

|  |

|  |

|  |

|  |

|  |

|  |

|  |

|  |

|  |

|  |

|  |

|  |

|  |

|  |

|  |

|  |

|  |

|  |

|  |

|  |

|  |

|  |

|  |

|  |

|  |

|  |

|  |

|  |

|  |

|  |

|  |

|  |

|  |

|  |

|  |

|  |

|  |

|  |

|  |

|  |

|  |

|  |

|  |

|  |

|  |

|  |

|  |

|  |

|  |

|  |

|  |

|  |

|  |

|  |

|  |

|  |

|  |

|  |

|  |

|  |

|  |

|  |

|  |

|  |

|  |

|  |

|  |

|  |

|  |

|  |

|  |

|  |

|  |

|  |

|  |

|  |

|  |

|  |

|  |

|  |

|  |

|  |

|  |

|  |

|  |

|  |

|  |

|  |

|  |

|  |

|  |

|  |

|  |

|  |

|  |

|  |

|  |

|  |

|  |

|  |

|  |

|  |

|  |

|  |

|  |

|  |

|  |

|  |

|  |

|  |

|  |

|  |

|  | Allradantrieb (4.946) |

|  | Allradantrieb (4.946) |

## Trivia

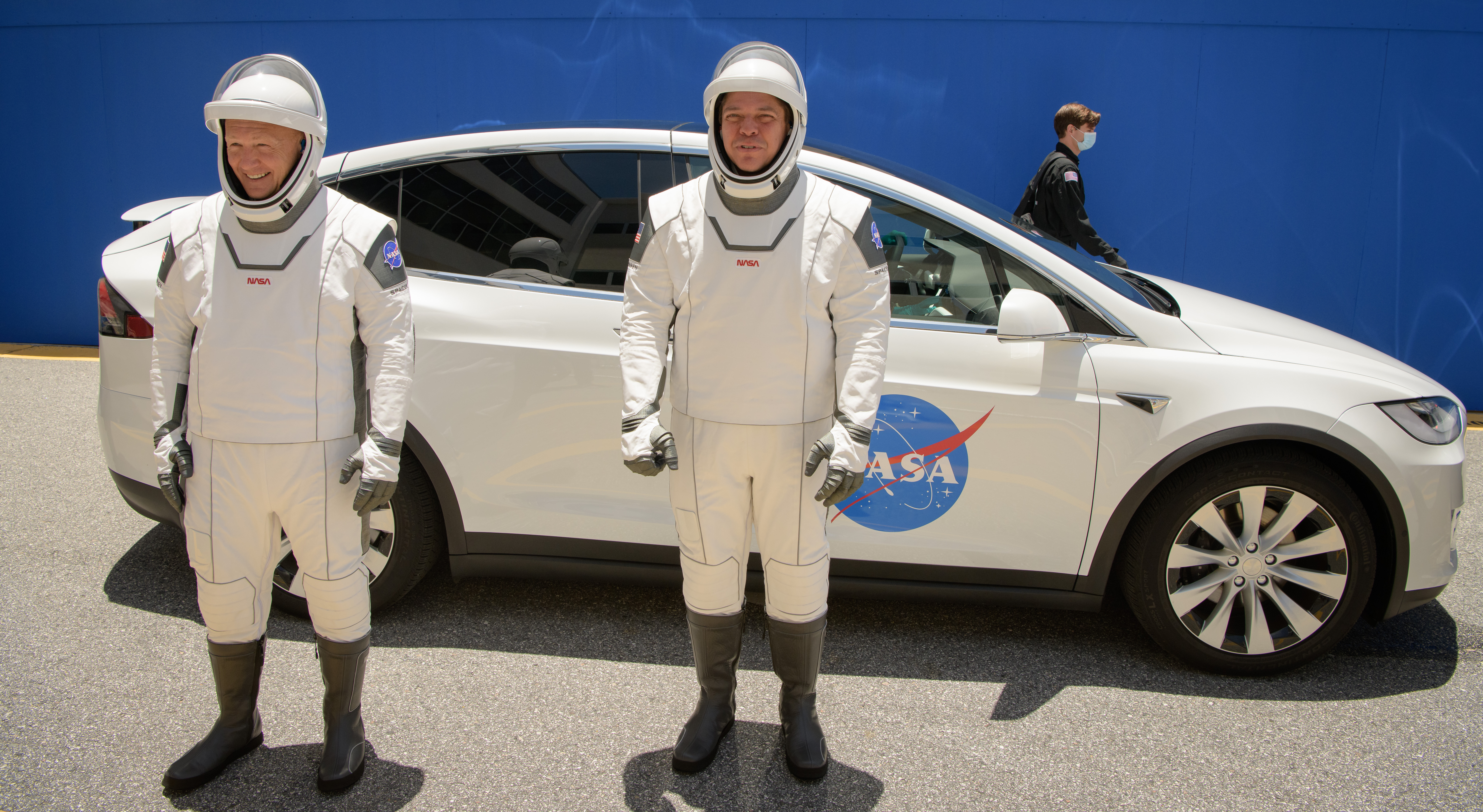
Douglas Hurley (links) und Robert Behnken vor einem Model X der NASA

Die Kantonspolizei Basel-Stadt beschaffte im Jahr 2018 sieben Tesla Model X 100D im Wert von knapp einer Million Schweizer Franken inkl. Ausbau.
Astronauten, die mit dem amerikanischen Raumschiff Crew Dragon starten, werden mit einem Model X zur Startrampe gefahren. Das Fahrzeug ist mit speziellen Klimatisierungs- und Kommunikationssystemen ausgestattet, die direkt an die Raumanzüge der Astronauten angeschlossen werden. Die ersten Passagiere waren Douglas Hurley und Robert Behnken bei einem Probelauf für die Mission SpX-DM2 am 23. Mai 2020.